# ADC航空53号班机空难
ADC航空公司53航班是一班於2006年10月29日發生意外墜機事故的客機，飛機在當地約中午的時候（11:00 UTC）從奈及利亞阿布札的納姆迪·阿齊基韋國際機場起飛，隨後墜毀。在從起飛之後，這架波音737立刻與地面連絡，通報機身破裂並且著火。據報飛機上共有104名人員，包括奈及利亞國內伊斯蘭教的最高領袖莫哈馬度·馬西度（Mohammadu Maccido）及其子、奈及利亞前總統的兒子。生還人數目前還有所爭議，根據報導有6或7人生還。

## 資料來源
1. ↑  意外描述 （页面存档备份，存于），Aviation Safety Networ（英文）
2. 1 2  奈航墜機意外，98罹難6生還；客機政要滿座，空難震驚全國 Archive.today的存檔，存档日期2007-03-12，台視
3. ↑  奈及利亞客機墜毀，機上百餘人凶多吉少 （页面存档备份，存于），蕃薯藤新聞
4. ↑  About 100 Feared dead in Nigeria jet crash （页面存档备份，存于），MSN

## 外部連結
- "Report on the Accident to ADC Airlines, Boeing 737-2B7 Registration 5N-BFK at Tungar Madaki,Abuja on 29th October, 2006" (Archived 2014-08-30 at WebCite). Accident Investigation Bureau（英语：Accident Investigation Bureau (Nigeria)）. （英文）
- 飛機在意外前的照片（页面存档备份，存于）（英文）
- 英國國家廣播公司報導（页面存档备份，存于）（英文）
- 紐約時報報導（页面存档备份，存于）（英文）
- 路透社報導（英文）